# Bundesautobahn 516

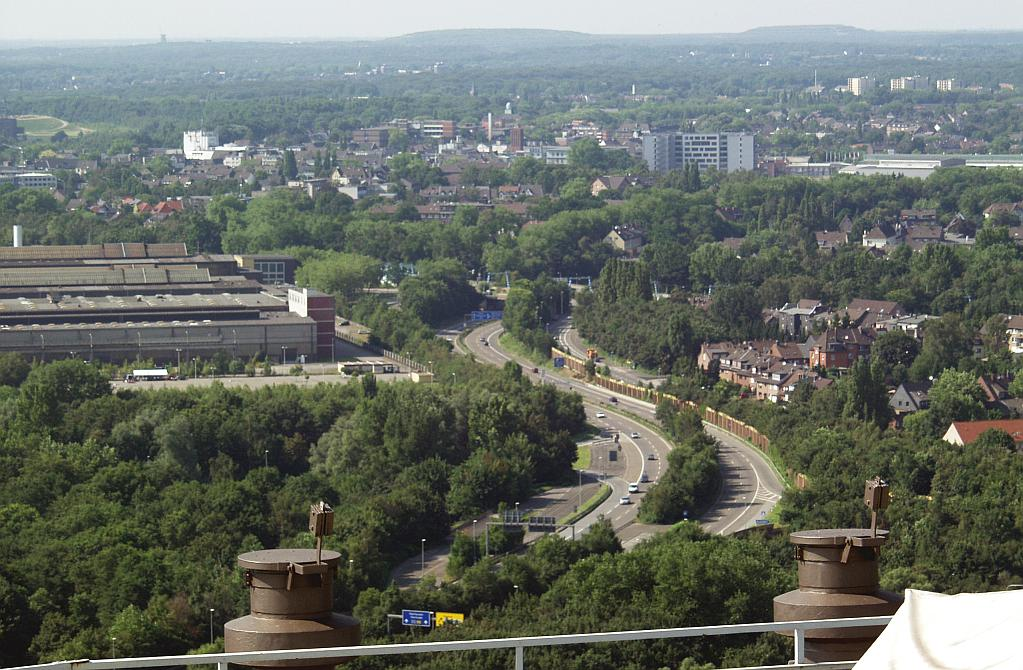
A 516 bei Oberhausen

Bundesautobahn 516 (em português: Auto-estrada Federal 516) ou A 516, é uma auto-estrada na Alemanha.
A Bundesautobahn 516 tem 5 km de comprimento.

## Estados
Estados percorridos por esta auto-estrada:
- Renânia do Norte-Vestfália